# Una rata en la oscuridad
Una rata en la oscuridad es una película de terror sobrenatural mexicana de 1979, dirigida y escrita por Alfredo Salazar. Está protagonizada por Ana Luisa Peluffo y Anaís de Melo.

## Argumento
Las hermanas Josefina y Sonia compran una nueva vivienda a un precio extrañamente bajo. Luego de mudarse y pasar algunos días felices y tranquilas en la casona, extraños sucesos empiezan a acontecer en las noches, cuando son acechadas por un extraño ser que despierta en ellas deseos de lujuria y perversión.

## Reparto
- Ana Luisa Peluffo como Josefina
- Anaís de Melo como Sonia
- Ricardo Cortés como la mujer del cuadro
- José Antonio Marros como el doctor Salas